# 高路雲拿街
高路雲拿街，又譯高路雲那街，是澳洲新南威爾斯州雪梨商業中心區的一條東西向街道，長350（1,150英尺），雙程行車。街道東起佐治街，西至約街夾巴律菲公路處。街道沒有主要路口。
高路雲拿街最初於1810年由紐修威省總督麥覺理命名為莎樂廣場（Charlotte Square），以紀念英皇佐治三世的皇后莎樂。莎樂廣場於1889年更名為高路雲拿街，街名來源於夾金巴倫街處的高路雲拿酒樓。

## 圖集

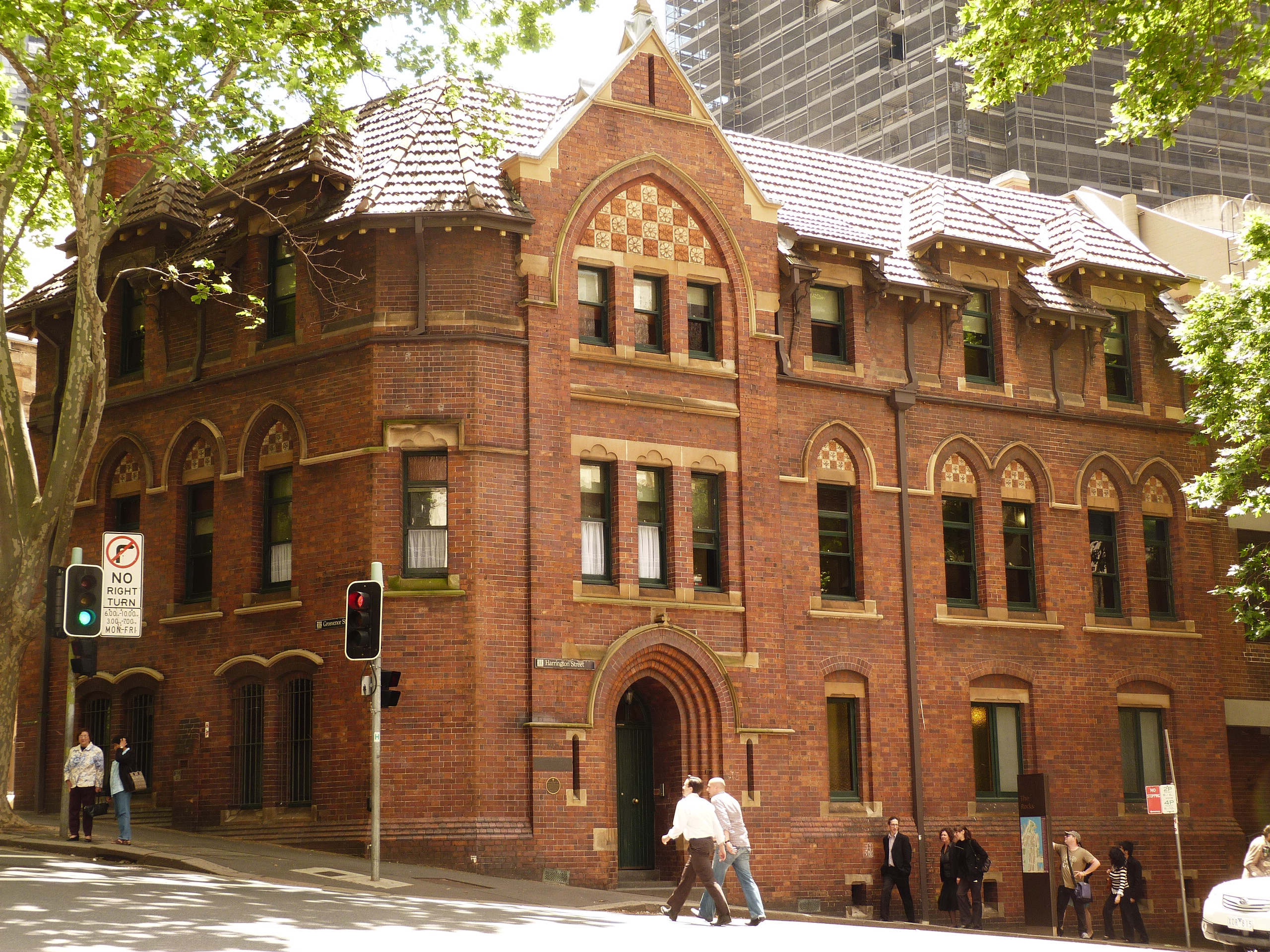
長老會聖巴特里克堂
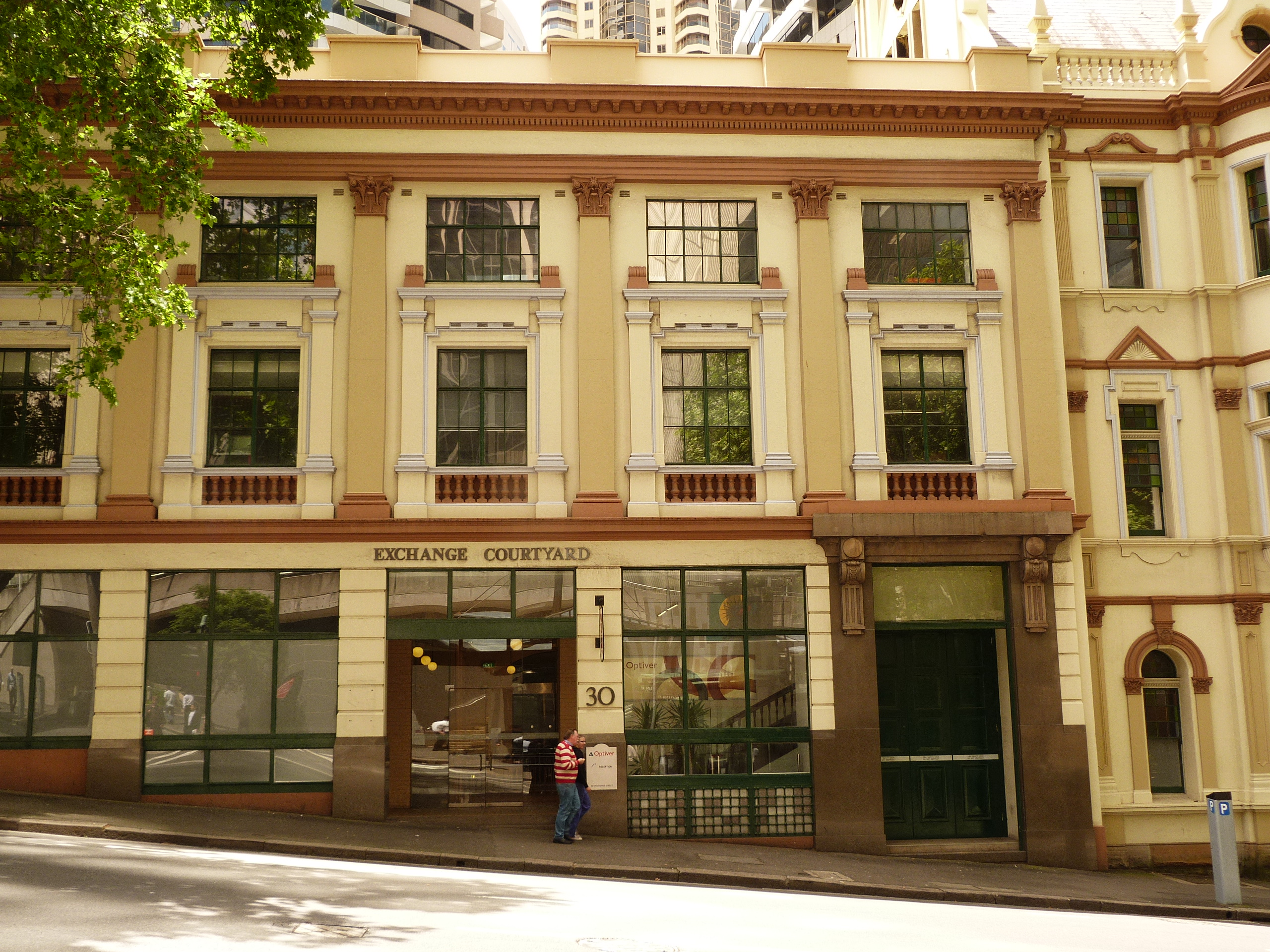
Exchange Courtyard
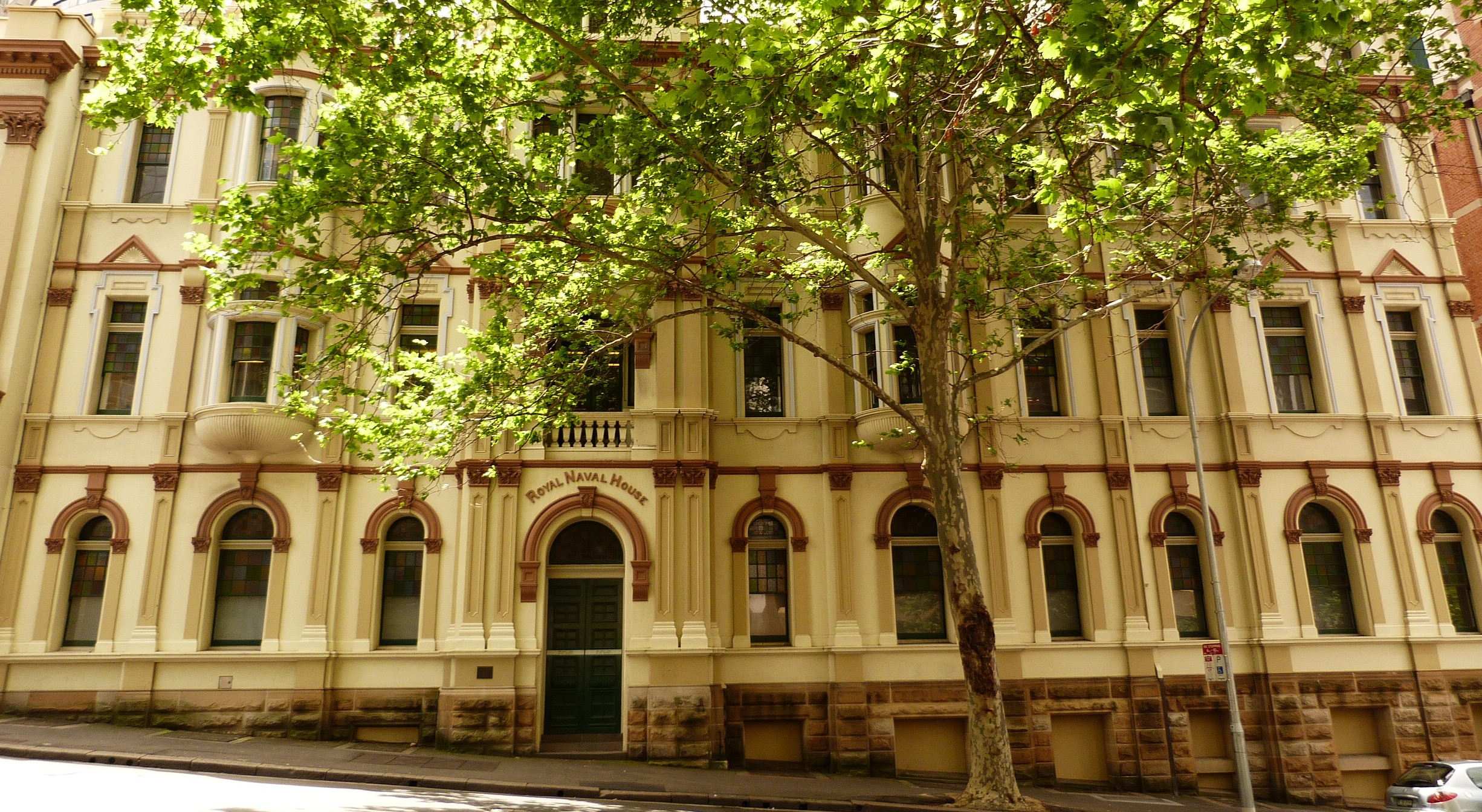
皇家海軍樓（Royal Naval House）
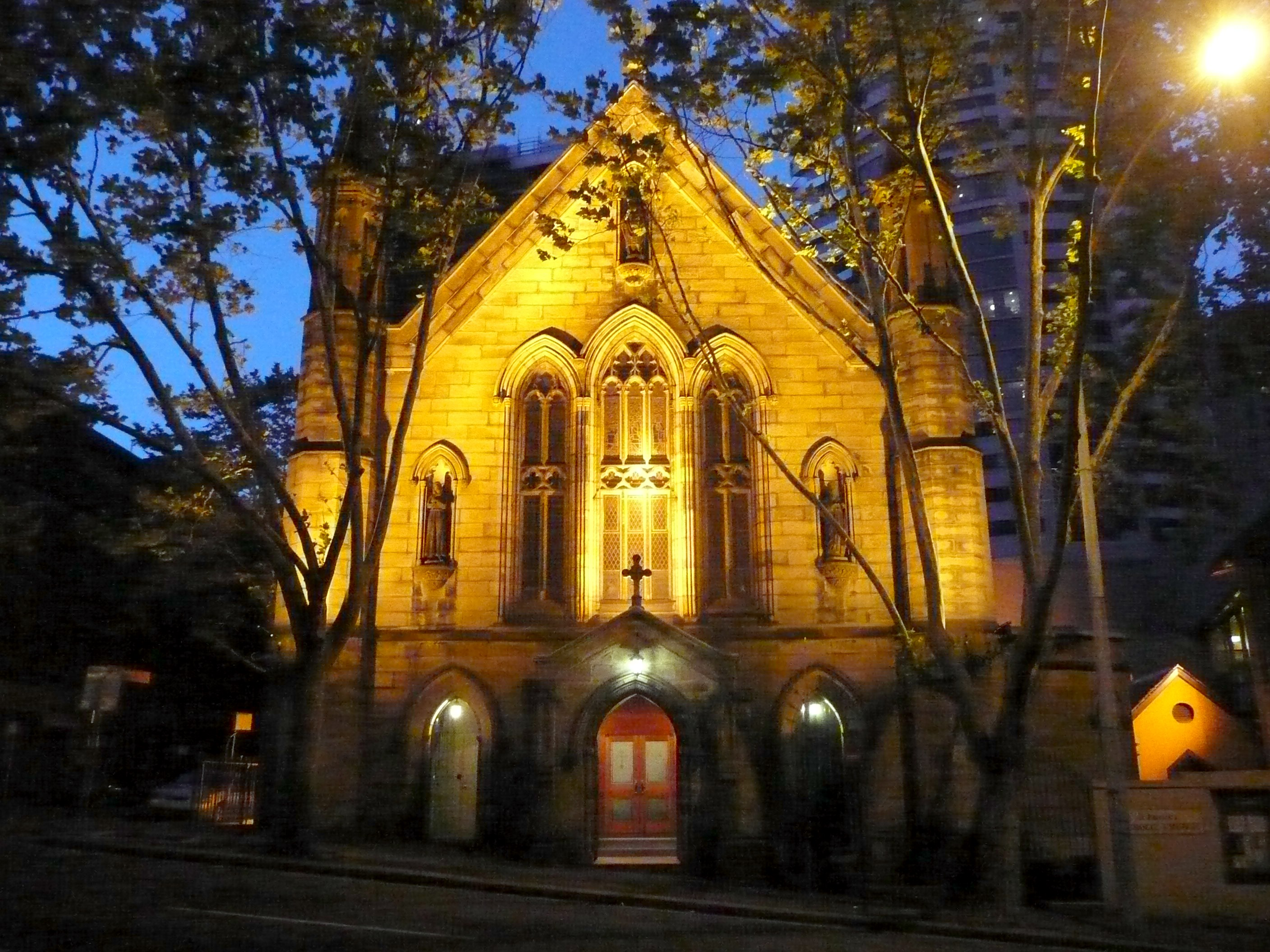
天主教（英语：Catholic Church in Australia）聖博德堂（英语：St Patrick's Church, The Rocks）